# 白星海芋属
白星海芋属（学名：Helicodiceros）是天南星科的一属。

## 下属物种
本属包括以下物种：
- 白星芋 Helicodiceros muscivorus (L.f.) Engl., 1879